# Wladimir Alexejewitsch Giljarowski

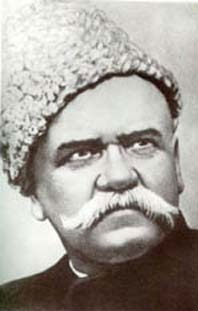
Wladimir Giljarowski

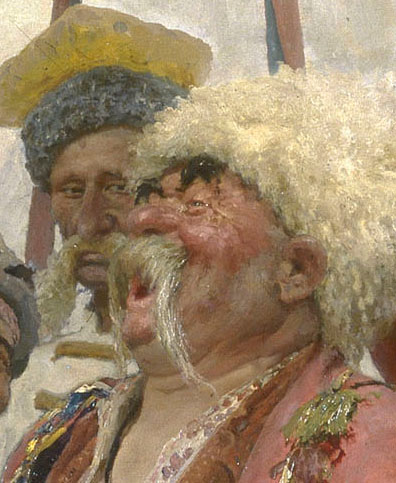
Ausschnitt aus Repins Gemälde Die Saporoger Kosaken schreiben dem türkischen Sultan einen Brief. Als lachender Kosak in Rot posierte dabei Giljarowski.

Wladimir Alexejewitsch Giljarowski (russisch Влади́мир Алексе́евич Гиляро́вский, wiss. Transliteration Vladimir Alekseevič Giljarovskij; * 26. Novemberjul. / 8. Dezember 1855greg. im Gouvernement Wologda; † 1. Oktober 1935 in Moskau) war ein russischer Publizist, Journalist und Schriftsteller. Er galt als Kenner seiner Wahlheimat Moskau und befasste sich in seinen Veröffentlichungen vornehmlich mit dem Alltag der Stadt und ihrer Menschen aus verschiedenen sozialen Schichten.

## Lebenslauf
Giljarowski wurde 1855 (nach anderen, später widerlegten Angaben, 1853) auf einem Landgut im Gouvernement Wologda, der heutigen Oblast Wologda, geboren. Seine Mutter stammte aus einer Saporoscher Kosakenfamilie und starb, als er acht Jahre alt war. Danach wurde Wladimir von seinem Vater und seiner Stiefmutter großgezogen. Im Alter von 15 Jahren zog er aus dem Elternhaus fort, ohne die Schule abgeschlossen zu haben. Er ging Richtung Süden und hielt sich, den Wohnort mehrmals wechselnd, mit verschiedenen Gelegenheitsjobs über Wasser, unter anderem als Treidler an der Wolga, Fabrikarbeiter und Amateurschauspieler. Anfang der 1870er-Jahre ging er erstmals nach Moskau und besuchte dort eine Militärschule. 1877–1878 war er während des russisch-osmanischen Krieges freiwillig als Soldat an der Front tätig.
1881 ging Giljarowski erneut nach Moskau. 1884 heiratete er dort die Lehrerin Maria Mursina, die er fünf Jahre zuvor in Pensa kennengelernt hatte. Beruflich versuchte sich Giljarowski in Moskau zunächst als Schauspieler in einem kleinen Dramatheater. Wenig später lernte er den Schriftsteller Anton Tschechow kennen und freundete sich mit ihm an. Das starke Interesse Giljarowskis sowohl für den Alltag der damals zweitwichtigsten russischen Stadt als auch für Probleme der Unterschicht führte dazu, dass er noch in den 1880er-Jahren seine ersten Kurzgeschichten schrieb, die später in einer Sammlung namens Die Menschen der Elendsviertel herausgegeben wurden. Zur gleichen Zeit begann er, Berichte und Kurzgeschichten in bedeutenden Moskauer Zeitungen zu publizieren. Sie drehten sich nicht nur um tagesaktuelle Geschehnisse, Katastrophen oder Theaterpremieren, sondern auch um das Leben der Ärmsten der Armen in der Chitrowka, einer damaligen Elendssiedlung unweit des Viertels Kitai-Gorod. Diese Tatsache brachte Giljarowski große Beliebtheit vor allem in der Moskauer Unterschicht. Auch Schriftstellerkollegen wussten seine Kenntnisse der Slums zu schätzen: so ließ sich Maxim Gorki beim Schreiben seines Theaterstücks Nachtasyl von Giljarowski beraten.
Seine Tätigkeit als Zeitungsreporter und Alltagspublizist übte Giljarowski jahrzehntelang bis zu seinem Tod aus. Bereits in den 1910er-Jahren fing er an, die Vielzahl seiner Reportagen und Zeitungsartikel zu einem Buch zu verarbeiten, das den Moskauer Alltag umfassend dokumentieren sollte. Dieses Buch, im Original als Moskau und die Moskowiter bekannt, erschien erstmals 1926 und wurde in den nächsten Jahren von Giljarowski nochmals überarbeitet und erweitert. Im Vorwort zu der zweiten Auflage, die Ende 1934 fertig wurde, schrieb Giljarowski: „Ich bin ein Moskowiter! Wie glücklich ist jener, der dieses Wort sprechen kann, sich ihm ganz widmend. Ich bin ein Moskowiter!“ und weiter unten: „...Moskau ist bereits auf dem Weg, die führende Stadt der Welt zu werden. [...] Damit die Bewohner der neuen Hauptstadt wissen, wie viel Mühe es ihre Väter kostete, das neue Leben an der Stelle des alten zu errichten, müssen sie erfahren, wie das alte Moskau war, was für Menschen und wie dort lebten“. Bis heute ist das Buch die wohl bekannteste und umfassendste Dokumentation des Moskauer Lebens des späten 19. Jahrhunderts.
Giljarowski starb in seinem Moskauer Haus nahe der Twerskaja-Straße am 1. Oktober 1935 und wurde auf dem Nowodewitschi-Friedhof beigesetzt. Nach ihm wurde in Moskau eine Straße benannt.

## Werke
- Die Menschen der Elendsviertel (1887, russ. Трущобные люди)
- Kaschemmen, Klubs und Künstlerklausen: Sittenbilder aus dem alten Moskau (1926, überarbeitet und neu aufgelegt 1935; russ. Москва и москвичи – wörtlich Moskau und die Moskowiter)
- Meine Irrungen (1928; russ. Мои скитания)
- Freunde und Begegnungen (1934; russ. Друзья и встречи)
- Das Theatervolk (veröffentlicht 1941; russ. Люди театра)
- Moskau, die Zeitungsstadt (veröffentlicht 1960; russ. Москва газетная)